# Суздальський район
Суздальський район (рос. Суздальский район) — адміністративна одиниця Росії, Владимирська область. До складу району входять 1 міське та 4 сільських поселення. Серед 138 населених пунктів 1 місто та 137 сільських населених пунктів.
Адміністративний центр — місто Суздаль.

## Історія
Район утворений 10 квітня 1929 року у складі Владимирського округу Івановської промислової області.
26 листопада 2004 року відповідно до Закону Владимирської області № 190-ОЗ район наділений статусом муніципального району, у складі якого утворені 1 міське та 4 сільських поселення.

## Населення
| 1929    | 1939    | 1959    | 1970    | 1979    | 1989    | 2002    |
| ------- | ------- | ------- | ------- | ------- | ------- | ------- |
| 49 364  | ↘39 771 | ↘25 266 | ↗26 549 | ↗37 071 | ↗39 670 | ↗39 736 |
| 2009    | 2010    | 2011    | 2012    | 2013    | 2014    | 2015    |
| ↗44 157 | ↘44 114 | ↗44 148 | ↘44 057 | ↘44 028 | ↘43 997 | ↗44 102 |
| 2016    | 2017    | 2018    |         |         |         |         |
| ↘43 759 | ↘43 423 | ↘43 117 |         |         |         |         |